# スタッド・ニソワ
スタッド・ニソワ（仏: Stade Niçois）は、フランスのアルプ＝マリティーム県ニースに本拠地を置くラグビーユニオンクラブである。スタジアムはスタッド・マルセル＝ボロット。プロD2（2部）に所属。

## 歴史
2012年創設。
2023-24シーズン、ナシオナル昇格プレーオフにて優勝してプロD2へ初昇格を決める。翌プロD2で臨んだ2024-25シーズンは最下位に終わってナシオナル再降格となった。

## スコッド
- アグスティン・オルマエチェア(ウルグアイ代表)
- シオネ・アンガアエランギ(トンガ代表)
- ジョーダン・タウフア(サモア代表)

## 歴代所属選手
- デイヴ・チェリー(スコットランド代表)
- ルチアーノ・オルケーラ(イタリア代表)
- アレクサンドル・ゴルダス(ルーマニア代表)
- ライオネル・マプー(南アフリカ代表)
- ジュリアン・カミナティ(アルジェリア代表)